# Saison 2015 de l'équipe cycliste Bora-Argon 18
La saison 2015 de l'équipe cycliste Bora-Argon 18 est la sixième de cette équipe.

## Préparation de la saison 2015

### Arrivées et départs
| Arrivées            | Équipe 2014              |
| ------------------- | ------------------------ |
| Shane Archbold      | An Post-ChainReaction    |
| Phil Bauhaus        | Stölting                 |
| Emanuel Buchmann    | Rad-net Rose             |
| Patrick Konrad      | Gourmetfein Simplon Wels |
| Dominik Nerz        | BMC Racing               |
| Christoph Pfingsten | De Rijke                 |
| Cristiano Salerno   | Cannondale               |
| Björn Thurau        | Europcar                 |

| Départs          | Équipe 2015        |
| ---------------- | ------------------ |
| Iker Camaño      |                    |
| David de la Cruz | Etixx-Quick Step   |
| Blaž Jarc        | Retraite           |
| Leopold König    | Sky                |
| Tiago Machado    | Katusha            |
| Jonathan McEvoy  | NFTO               |
| František Padour | Androni Giocattoli |
| Erick Rowsell    | Madison Genesis    |

## Coureurs et encadrement technique

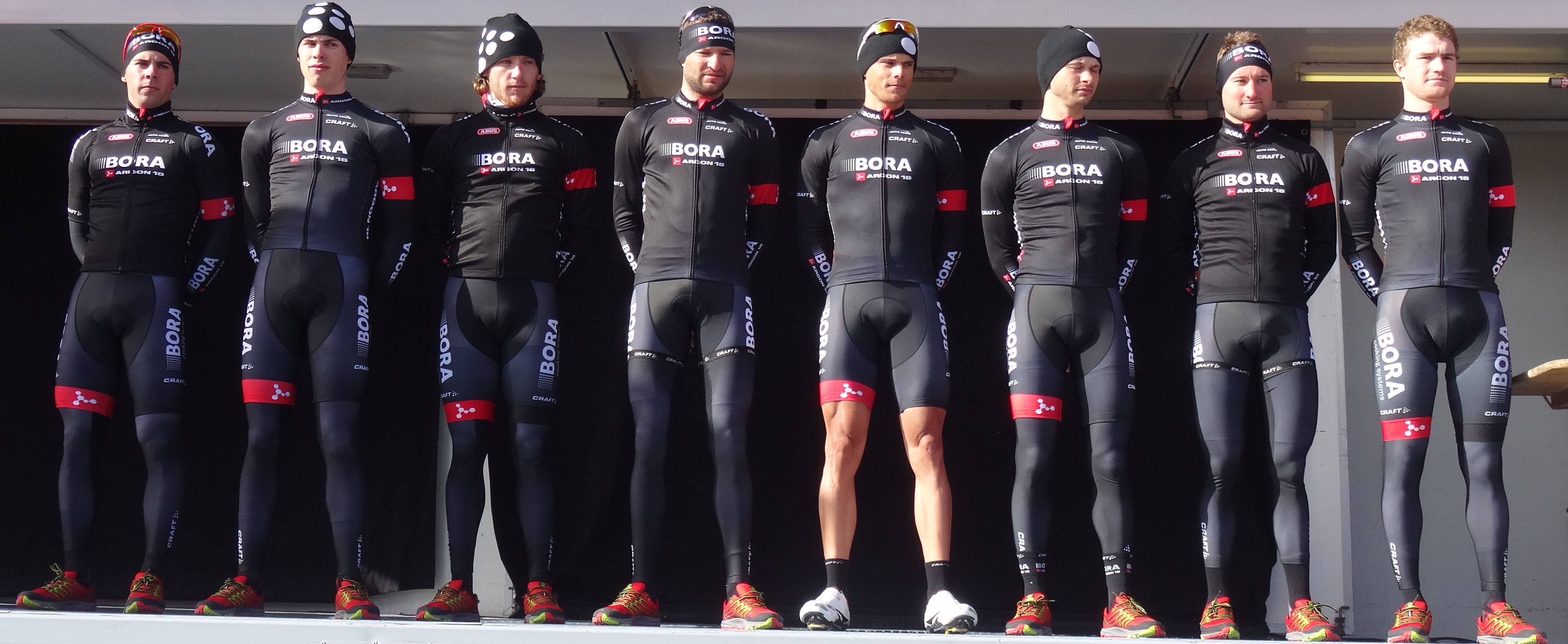
L'équipe lors du départ du Samyn 2015 à Quaregnon.

### Effectif
| Cycliste            | Date de naissance | Nationalité      | Équipe 2014              |  |
| ------------------- | ----------------- | ---------------- | ------------------------ |  |
| Shane Archbold      | 2 février 1989    | Nouvelle-Zélande | An Post-ChainReaction    |  |
| Jan Bárta           | 7 février 1984    | Tchéquie         | NetApp-Endura            |  |
| Phil Bauhaus        | 8 juillet 1994    | Allemagne        | Stölting                 |  |
| Cesare Benedetti    | 3 août 1987       | Italie           | NetApp-Endura            |  |
| Sam Bennett         | 14 octobre 1990   | Irlande          | NetApp-Endura            |  |
| Emanuel Buchmann    | 18 novembre 1992  | Allemagne        | Rad-net Rose             |  |
| Zakkari Dempster    | 27 septembre 1987 | Australie        | NetApp-Endura            |  |
| Bartosz Huzarski    | 27 octobre 1980   | Pologne          | NetApp-Endura            |  |
| Patrick Konrad      | 13 octobre 1991   | Autriche         | Gourmetfein Simplon Wels |  |
| Ralf Matzka         | 24 août 1989      | Allemagne        | NetApp-Endura            |  |
| José Mendes         | 24 avril 1985     | Portugal         | NetApp-Endura            |  |
| Dominik Nerz        | 25 août 1989      | Allemagne        | BMC Racing               |  |
| Christoph Pfingsten | 20 novembre 1987  | Allemagne        | De Rijke                 |  |
| Cristiano Salerno   | 18 février 1985   | Italie           | Cannondale               |  |
| Andreas Schillinger | 13 juillet 1983   | Allemagne        | NetApp-Endura            |  |
| Daniel Schorn       | 21 octobre 1988   | Autriche         | NetApp-Endura            |  |
| Michael Schwarzmann | 7 janvier 1991    | Allemagne        | NetApp-Endura            |  |
| Björn Thurau        | 23 juillet 1988   | Allemagne        | Europcar                 |  |
| Scott Thwaites      | 12 février 1990   | Royaume-Uni      | NetApp-Endura            |  |
| Paul Voss           | 26 mars 1986      | Allemagne        | NetApp-Endura            |  |
| Stagiaire           | Date de naissance | Nationalité      | Équipe 2015              |  |
| Gregor Mühlberger   | 4 avril 1994      | Autriche         | Felbermayr Simplon Wels  |  |
| Lukas Pöstlberger   | 10 janvier 1992   | Autriche         | Tirol                    |  |

## Bilan de la saison

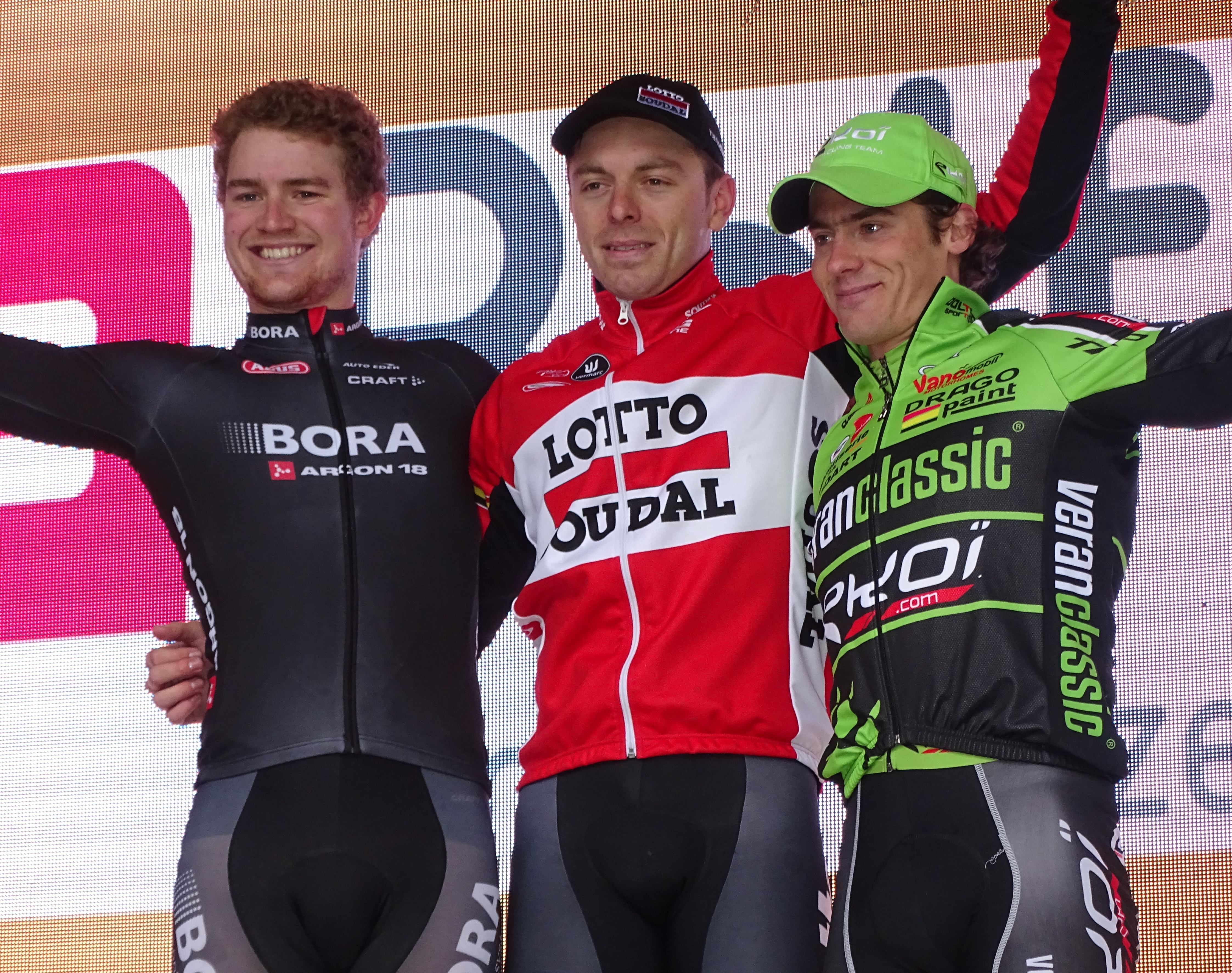
Podium de l'édition 2015 de la Nokere Koerse : Scott Thwaites (3e), Kris Boeckmans (1er) et Justin Jules (2e).

### Victoires

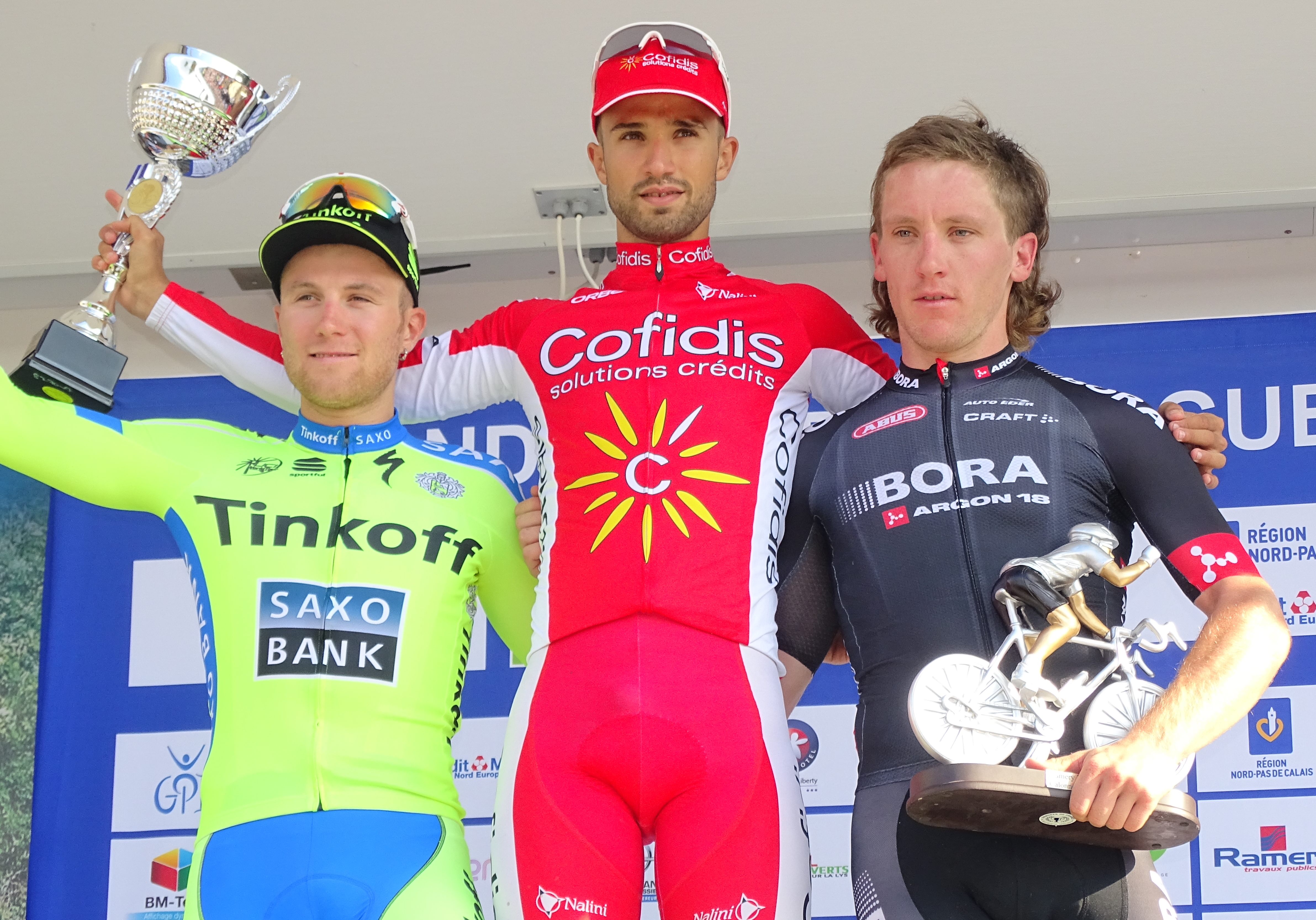
Podium de l'édition 2015 du Grand Prix d'Isbergues : Michal Kolář (2e), Nacer Bouhanni (1er) et Shane Archbold (3e).

| Date       | Course                                                | Pays      | Classe | Vainqueur        |
| ---------- | ----------------------------------------------------- | --------- | ------ | ---------------- |
| 13/02/2015 | 6e étape du Tour du Qatar                             | Qatar     | 2.HC   | Sam Bennett      |
| 21/04/2015 | 1re étape du Tour du Trentin                          | Italie    | 2.HC   | Bora-Argon 18    |
| 13/05/2015 | 1re étape du Tour de Bavière                          | Allemagne | 2.HC   | Sam Bennett      |
| 15/05/2015 | 3e étape du Tour de Bavière                           | Allemagne | 2.HC   | Sam Bennett      |
| 26/06/2015 | Championnat de République tchèque du contre-la-montre | Slovaquie | CN     | Jan Bárta        |
| 28/06/2015 | Championnat d'Allemagne sur route                     | Allemagne | CN     | Emanuel Buchmann |
| 14/08/2015 | 2e étape de l'Arctic Race of Norway                   | Norvège   | 2.HC   | Sam Bennett      |
| 08/10/2015 | Paris-Bourges                                         | France    | 1.1    | Sam Bennett      |

### Résultats sur les courses majeures
Les tableaux suivants représentent les résultats de l'équipe dans les principales courses du calendrier international dans lesquelles l'équipe bénéficie d'une invitation. Pour chaque épreuve est indiqué le meilleur coureur de l'équipe, son classement ainsi que les accessits glanés par Bora-Argon 18 sur les courses de trois semaines.

#### Classiques
| Classique            | Milan-San Remo    | Tour des Flandres | Paris-Roubaix             | Liège-Bastogne-Liège | Tour de Lombardie      |
| -------------------- | ----------------- | ----------------- | ------------------------- | -------------------- | ---------------------- |
| Coureur (classement) | Sam Bennett (78e) | Paul Voss (40e)   | Andreas Schillinger (16e) | José Mendes (23e)    | Cesare Benedetti (14e) |

#### Grands tours
| Grand tour           | Tour d'Italie | Tour de France  | Tour d'Espagne |
| -------------------- | ------------- | --------------- | -------------- |
| Coureur (classement) | Non invitée   | Jan Bárta (25e) | Non invitée    |
| Accessits            | -             | -               | -              |

### Classement UCI

#### UCI America Tour
L'équipe Bora-Argon 18 termine à la 35e place de l'America Tour avec 28 points. Ce total est obtenu par l'addition des points des huit meilleurs coureurs de l'équipe au classement individuel, cependant seuls cinq coureurs sont classés,.
| Rang | Coureur             | Points |
| ---- | ------------------- | ------ |
| 278  | Paul Voss           | 9      |
| 281  | Sam Bennett         | 9      |
| 305  | Jan Bárta           | 8      |
| 485  | Scott Thwaites      | 1      |
| 485  | Christoph Pfingsten | 1      |